# ورم شحمي
الورم الشحمي هو كتلةٌ تظهر أسفل الجلد نتيجة نمو غير طبيعي للخلايا الدهنية في الجسم.  فهي عمومًا ناعمة الملمس ومتحركة وغير مؤلمة.  تحدث عادةً أسفل الجلد مباشرةً، ولكن في بعض الأحيان قد تكون أعمق.  معظمها أقل من 5 سم في الحجم.  الأماكن الشائعة تشمل الظهر العلوي والكتفين والبطن.  عدد قليل من الناس لديهم عدد من الأورام الشحمية. 
السبب غير واضح بشكل عام.  تشمل عوامل الخطر تاريخ العائلة والسمنة وعدم ممارسة الرياضة.  يعتمد التشخيص عادة على الفحص البدني.  أحيانًا يتم استخدام التصوير الطبي أو خزعة الأنسجة لتأكيد التشخيص. 
العلاج عادة عن طريق الملاحظة أو الاستئصال الجراحي.  نادراً ما تتكرر الحالة بعد الإزالة، ولكن يمكن إجراء ذلك عمومًا عن طريق جراحة متكررة.  لا ترتبط بشكل عام بخطر الإصابة بالسرطان في المستقبل. 
تتأثر حوالي 2 ٪ من الناس.  تحدث الأورام الشحمية عادة عندالبالغين الذين تتراوح أعمارهم بين 40 و60 سنة.  غالباً ما يتأثر الذكور أكثر من الإناث.  وهي أكثر أنواع الأورام اللينة غير السرطانية شيوعًا.  أول استخدام لمصطلح «الورم الشحمي» لوصف هذه الأورام كان في عام 1709. 

## الأعراض
يمكن أن يحدث الورم الشحمي في أي مكان من الجسم. وهو دائمًا ما يكون:
- يقع تحت الجلد مباشَرة. يَحدُث عادةً في الرقبة، والكتفين، والظهر، والبطن، والذراعين، والفخذين.
- يبدو ملمسه لينًا أو شبيهًا بملمس العجين كذلك يمكنه الحركة بسهولة تحت ضغط الأصبع الخفيف.
- صغير عمومًا. فعادةً ما يكون حجم الورم الشحمي أقل من بوصتين (حوالي 5 سنتيمترات)، لكنه قد ينمو.
- وأحيانًا يكون مؤلمًا. فالورم الشحمي يكون مؤلمًا عندما ينمو ضاغطًا على أعصاب قريبة، أو إذا كان يحتوي على أوعية دموية كثيرة.

## أسباب
الميل إلى تطوير ورم شحمي ليس بالضرورة وراثيًا، على الرغم من أن الحالات الوراثية مثل ورم شحمي عائلي متعدد قد تشمل تطور ورم شحمي.  أظهرت الدراسات الوراثية عند الفئران وجود علاقة بين الجين HMG IC (الذي تم تحديده سابقًا على أنه جين مرتبط بالسمنة) وتطوير الورم الشحمي. تدعم هذه الدراسات البيانات الوبائية السابقة لدى البشر والتي تظهر وجود علاقة بين HMG IC وأورام اللحمة المتوسطة. 
تم الإبلاغ عن حالات حيث يُزعم أن الإصابات الطفيفة أدت إلى نمو الورم الشحمي، الذي يطلق عليه «الورم الشحمي اللاحق للصدمة».  ومع ذلك، فإن العلاقة بين الصدمة وتطور الأورام الشحمية مثيرة للجدل. 

## التشخيص
الفحص البدني هو عادة أسهل طريقة لتشخيصه. نادرا، قد يكون مطلوبا خزعة الأنسجة أو التصوير. طريقة التصوير المفضلة هي التصوير بالرنين المغناطيسي (MRI)، لأنه يتمتع بحساسية فائقة لتمييزه عن ساركومة الشحوم وكذلك رسم خريطة التشريح المحيط به. 

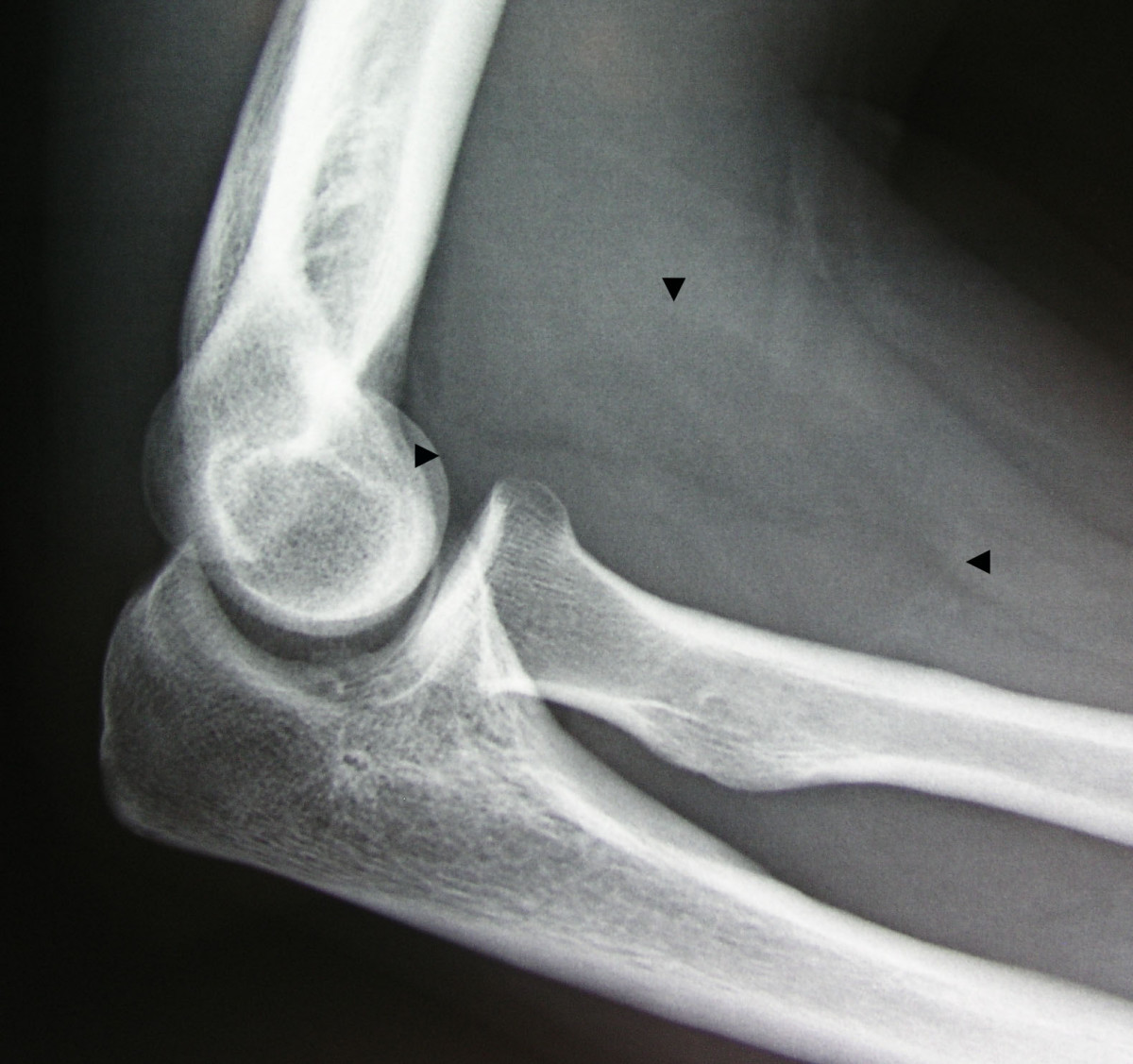
الأشعة السينية للورم الشحمي
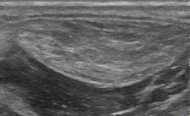
التصوير بالموجات فوق الصوتية الطبية للورم الشحمي في سماحة الرانفة: إنه منخفض الحرارة مقارنةً بالعضلات المجاورة، ومعرف جيدًا نسبيًا، مع خطوط فرط تصبغية مصغرة.
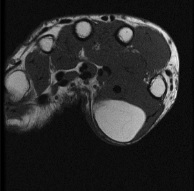
T1 MRI لنفس الورم الشحمي: كتلة إشارة عالية الكثافة مع مناطق ذات هوامش غير محددة بدقة.
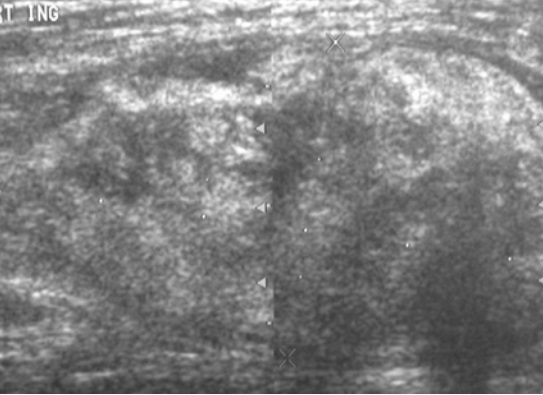
التصوير بالموجات فوق الصوتية من ساركومة شحمية للمقارنة: في هذه الحالة، كتلة غير متجانسة تتكون من جزء فرط تصاعدي علوي، يتوافق مع مصفوفة شحمية، ومناطق نقص التكنلوجيا المقابلة للمكونات غير الدهنية.
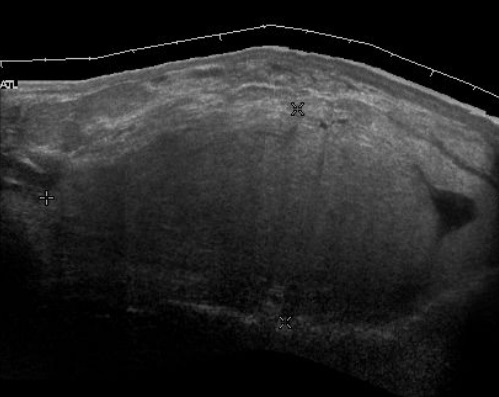
التصوير بالموجات فوق الصوتية من ساركومة شحمية تحاكي الورم الشحمي. كتلة متجانسة ناقصة الصدى تقدم بنفس مظهر الورم الشحمي. وقد تميز سريريا من خلال النمو السريع.
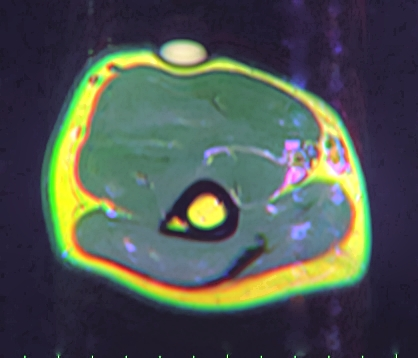
التصوير بالرنين المغناطيسي يظهر الورم الشحمي في الذراع
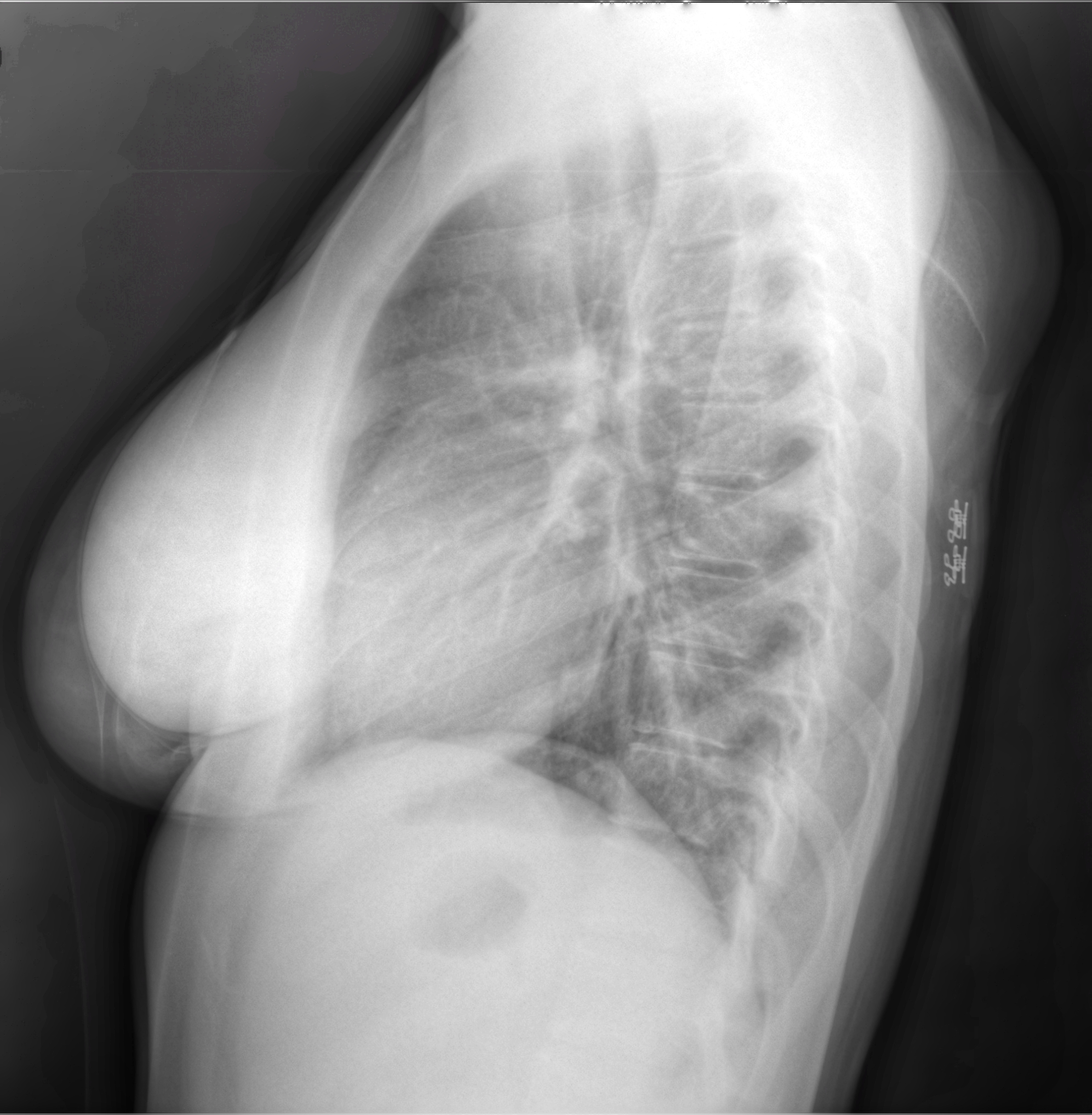
الأشعة السينية تظهر الورم الشحمي
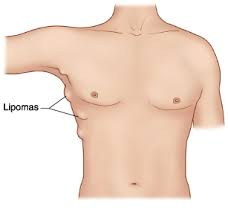
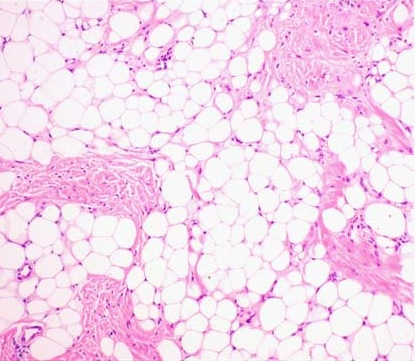
التشريح المرضي للورم الشحمي: تتكون الكتلة من فصيصات من الأنسجة الدهنية البيضاء الناضجة مقسومة على حاجز ليفي يحتوي على أوعية رقيقة الحجم ذات جدران شعيرية.

## العلاج
عادة، علاج الأورام الشحمية ليس ضروريًا، إلا إذا أصبحت مؤلمة أو تقيد الحركة. يتم إزالتها عادة لأسباب تجميلية إذا كانت كبيرة جدًا أو لمرض التشريح المرضي للتحقق من أنها ليست نوعًا أكثر خطورة من الورم مثل ساركومة الدهون.  قد تكون هذه النقطة الأخيرة مهمة، حيث أن خصائص الورم غير معروفة إلا بعد إزالتها وفحصها طبياً.
تتم إزالة الأورام الشحمية عادة عن طريق الختان البسيط.  غالبًا ما تتم عملية الإزالة تحت التخدير الموضعي وتستغرق أقل من 30 دقيقة. هذا يعالج الغالبية العظمى من الحالات، مع حوالي 1-2 ٪ من الأورام الشحمية المتكررة بعد الختان.  يعتبر شفط الدهون خيارًا آخر إذا كان الورم الشحمي ناعمًا ويحتوي على مكون صغير من النسيج الضام. شفط الدهون عادة ما يؤدي إلى تندب أقل. ومع ذلك، مع الأورام الشحمية الكبيرة، قد يفشل في إزالة الورم بأكمله، مما قد يؤدي إلى إعادة النمو. 
طرق جديدة قيد التطوير من المفترض أن تزيل الأورام الشحمية دون تندب. الأول هو الإزالة عن طريق حقن المركبات التي تؤدي إلى تحلل الدهون، مثل الستيرويدات أو فسفاتيديل كولين . 

استئصال ورم شحمي عضلي في منطقة الكوع
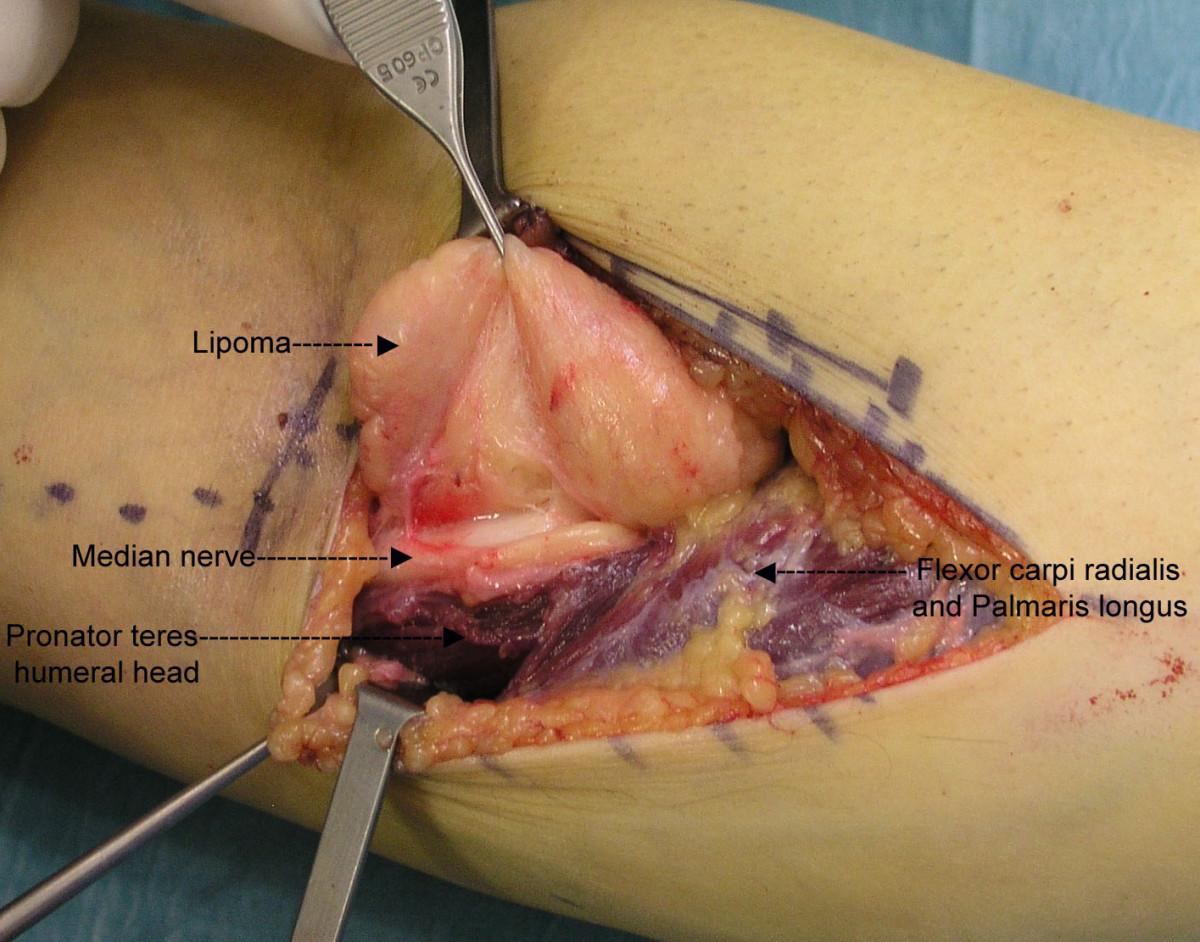
صورة أثناء العملية.
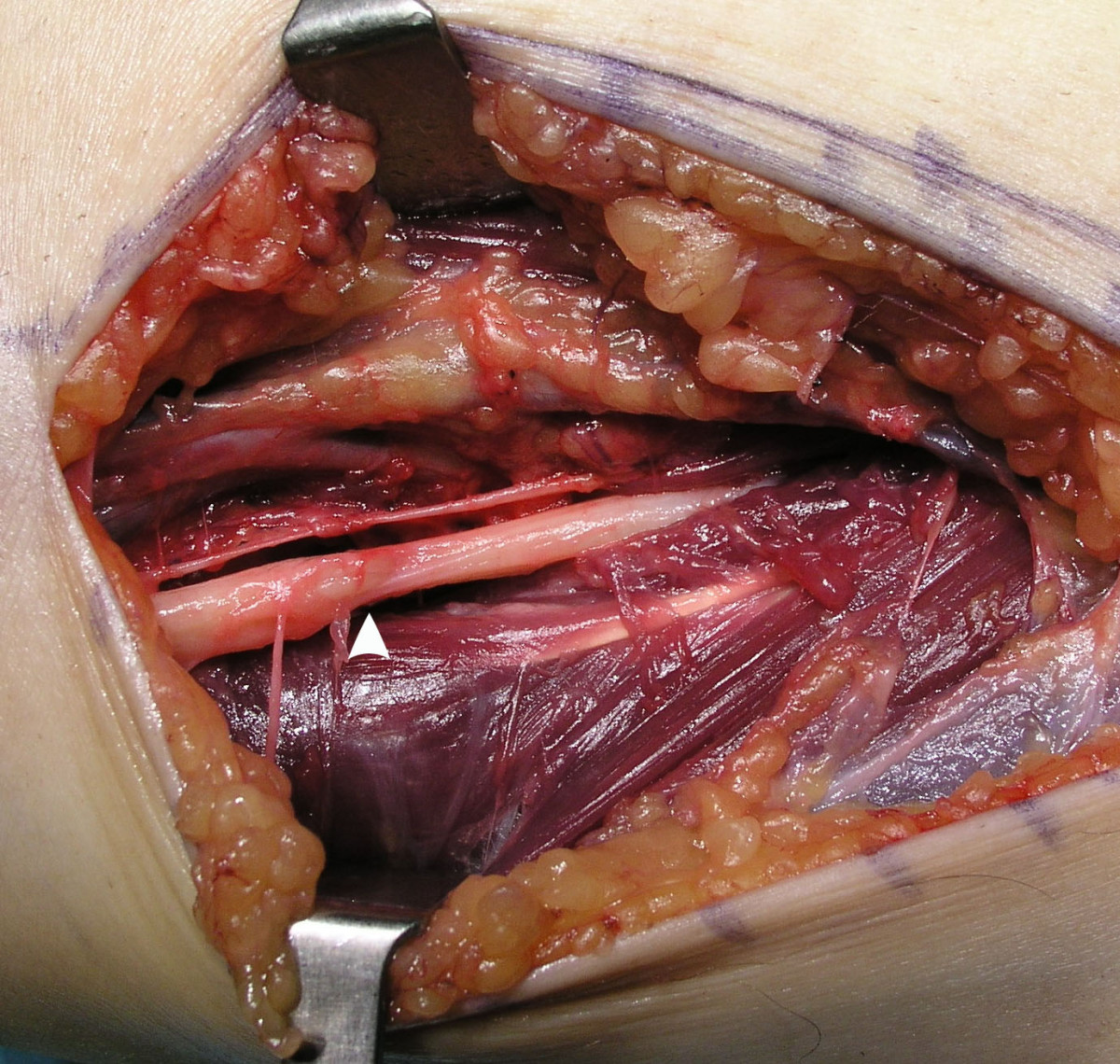
مجال التشغيل بعد إزالة الورم الشحمي: يمثل السهم العصب الوسيط الذي تم ضغطه بواسطة الورم الشحمي.
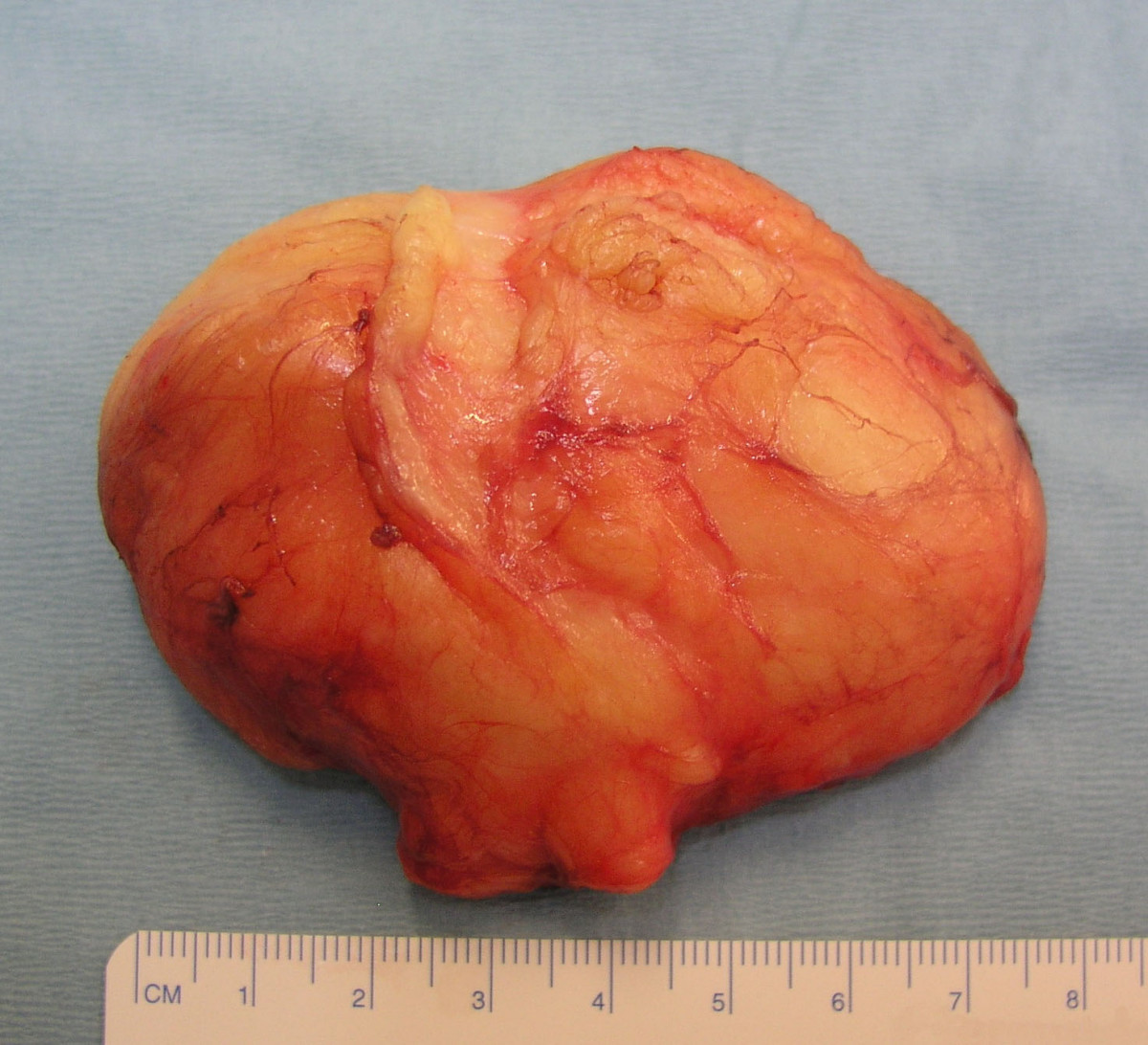
ورم شحمي مقطوع (8 cm × 6 cm × 3 cm)

الأورام الشحمية الأخرى
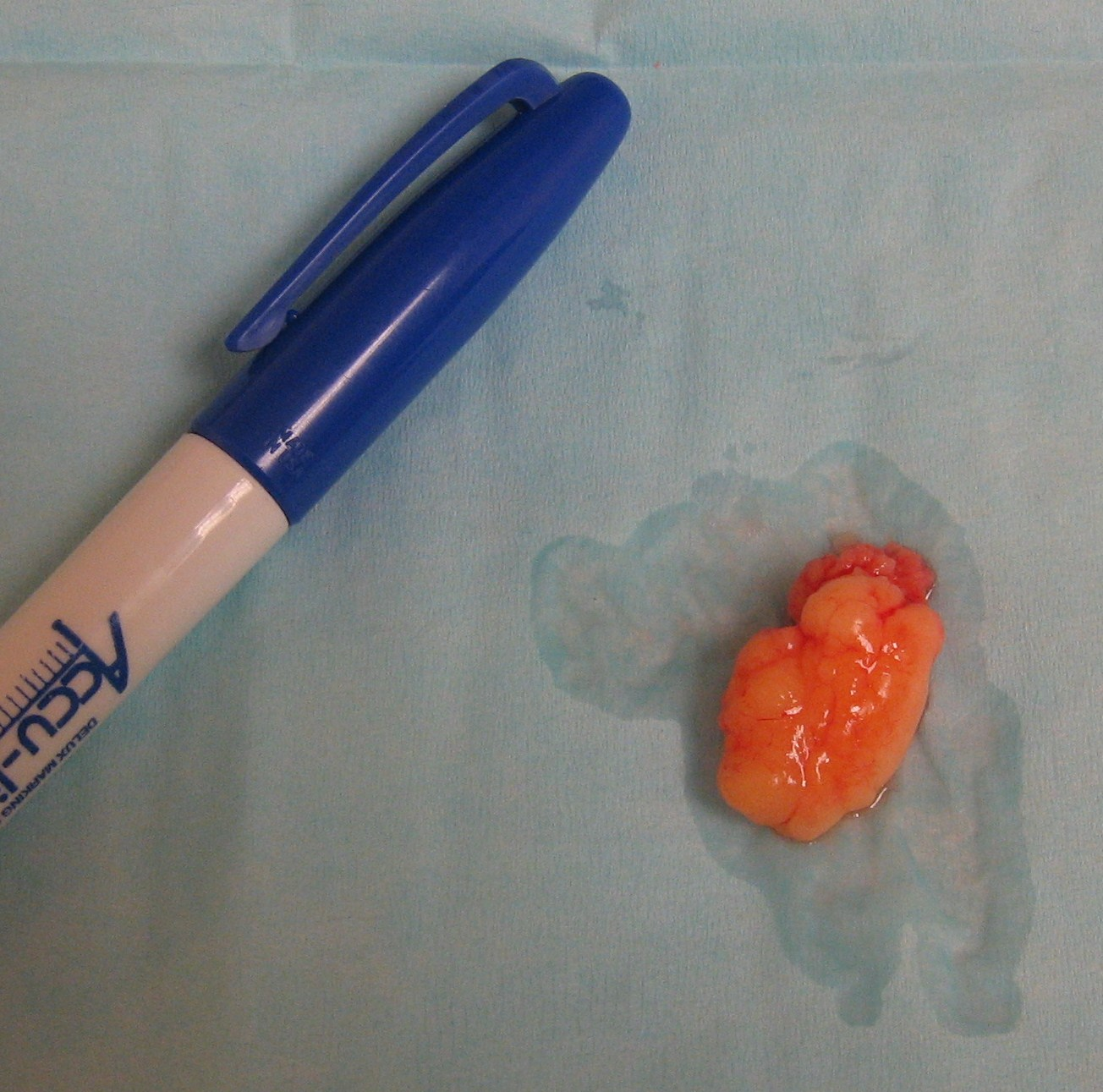
إزالة الورم الشحمي من الجذع البشري
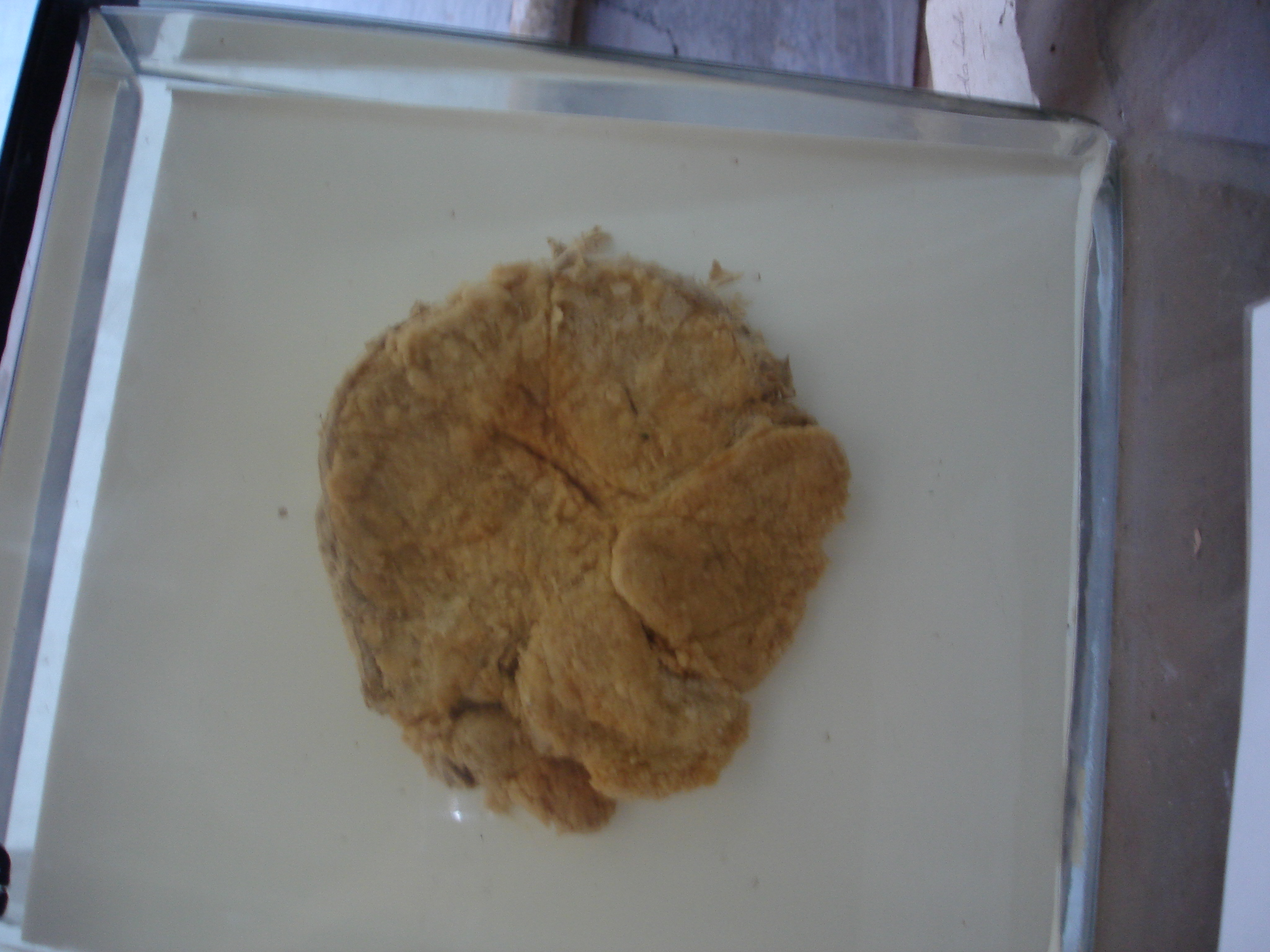
إزالة الورم الشحمي من الثدي
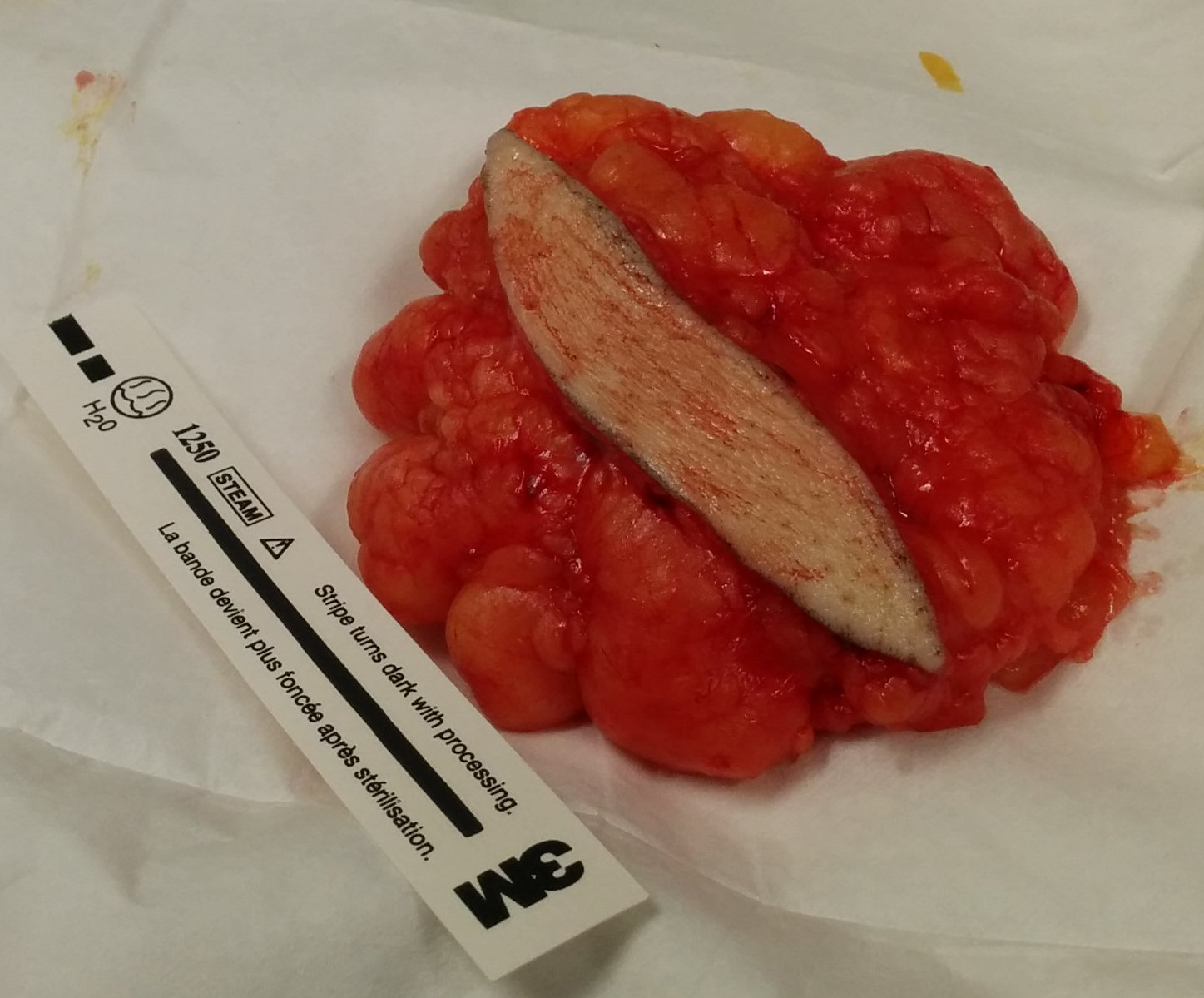
تمت إزالة هذا الورم الشحمي من فخذ مريض يبلغ من العمر 39 عامًا. يبلغ قطرها حوالي 10 سم في وقت الإزالة. يوجد في الوسط قسم من الجلد تمت إزالته بالورم الشحمي.